# KF Shkëndija
KF Shkëndija (pronunție în albaneză [ʃkəˈndi.ja], AFR: [șcă-ndi-ĭa], care în albaneză înseamnă scânteie) este un club de fotbal din Tetovo, Macedonia de Nord care evoluează în Prima Ligă Macedoneană. 
FK Shkëndija a fost fondată în anul 1979 în orașul Tetovo din nord-vestul Macedoniei de Nord, unde este concentrată comunitatea albaneză din Macedonia de Nord. Culorile echipei provin de la steagul albanez și deseori jucătorii clubului aparțin acestui grup etnic. Fanii Shkëndija fac parte din gruparea Ballistët Tetovo, fiind numită după Balli Kombëtar (Frontul național albanez), o organizație anticomunistă, republicană și naționalistă care a luptat împotriva partizanilor. Ultrașii din Tetovo sunt cunoscuți ca fiind printre cei mai violenți din Macedonia, dar și pentru naționalismul albanez radical pe care îl afișează.

## Palmares
- Prima Ligă Macedoneană (5): 2010–11, 2017–18, 2018–19, 2020–21, 2024–25
- Cupa Macedoniei (2): 2015–16, 2017–18
- Supercupa Macedoniei (1): 2011[2]
- A doua ligă Macedoneană (3): 1995–96, 1999–2000, 2009–10

Locul 2 (1): 2003–04

## Shkëndija în Europa
| Sezon   | Competiția            | Runda | Club            | Manșa 1 | Manșa 2 |  |
| ------- | --------------------- | ----- | --------------- | ------- | ------- |  |
| 2011–12 | Liga Campionilor UEFA | R2    | FK Partizan     | 0–4     | 0–1     |  |
| 2012–13 | UEFA Europa League    | R1    | Portadown FC    | 0–0     | 1–2     |  |
| 2014–15 | UEFA Europa League    | R1    | Zimbru Chișinău | 2–1     | 0–2     |  |

## Jucători notabili
- Gjelbrim Taipi
- Xhelil Abdulla
- Argjend Bekjiri
- Ilami Halimi
- Ferhan Hasani
- Agim Ibraimi
- Mensur Kurtisi
- Nuri Mustafi
- Valmir Nafiu
- Nderim Nedzipi
- Arbën Nuhiji
- Artim Šakiri
- Suat Zendeli

## Antrenori
- Qatip Osmani (????–Sept 11)
- Erhan Salimi (interim) (Sept 30, 2011–Oct 2, 2011)
- Nedžat Sabani (Oct 9, 2011–20 martie 2012)
- Qatip Osmani (21 martie 2012–31 iulie 2012)
- Ibrahim Luma (interim) (Aug 1, 2012–Aug 21, 2012)
- Artim Shaqiri (Aug 23, 2012–4 iulie 2013)
- Gjore Jovanovski (Aug 1, 2013–Nov 24, 2013)
- Shpëtim Duro (Nov 24, 2013-????)